# Quilmes (partido)
Pour les articles homonymes, voir Quilmes.
Quilmes est un partido de la province de Buenos Aires fondé en 1812 dont la capitale est Quilmes.
Le partido fait partie du groupe des 24 partidos de la Province de Buenos Aires constituant le Grand Buenos Aires avec la capitale fédérale.